# Acasanga dimidiosanguinea
Acasanga dimidiosanguinea är en skalbaggsart som först beskrevs av Fuchs 1963.  Acasanga dimidiosanguinea ingår i släktet Acasanga och familjen långhorningar. Inga underarter finns listade i Catalogue of Life.